# Аліса в Клондайку
«Аліса в Клондайку» (англ. Alice in the Klondike) — американський анімаційний короткометражний  фільм із серії «Комедії Аліси», що вийшов 27 червня 1927 року.

## Синопсис
Аліса та Юлій займаються розвідкою у Клондайку і знаходять золоту жилу. Її потрібно захистити від злодія Піта.

## Головні персонажі
- Аліса
- Юлій
- Піт

## Інформаційні данні
- Аніматори[3]:
  - Аб Айверкс
  - Роллін Гамільтон[en]
  - Г'ю Гарман[en]
  - Фріз Фрілінг
  - Бен Клоптон[en]
  - Норм Блекберн
  - Рудольф Ізінг[en]
- Оператор[3]:
  - Рудольф Ізінг[en]
- Живі актори[3]:
  - Лоїс Гардвік
- Виробничий код: ACL-39[4]